# Lotf Ali Khan

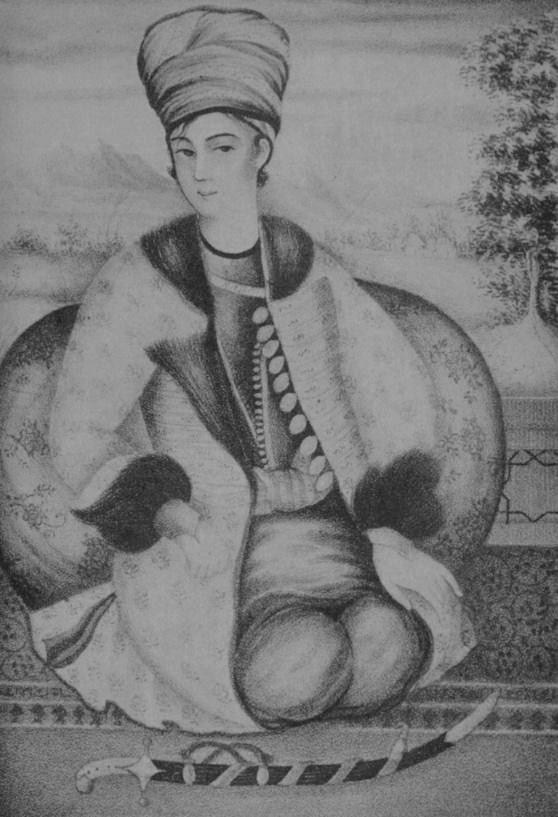
Lotf Ali Khan auf einem Gemälde, das im Palast von Schiras hängt (1915).

Lotf Ali Khan oder Lotf'ali Chan (persisch لطفعلى خان زند; * ca. 1769 in Schiras; † 1794 in Teheran) war der letzte Schah Persiens aus der Zanddynastie. Er regierte vom 10. Mai 1789 bis zum 30. Oktober 1794.
Der Sohn von Jafar Khan wurde nach dem Tod seines Vaters 1789 zum Schah ernannt. Er wurde 1792 mit einem Aufstand des Aga Mohammed Khans aus der Kadscharendynastie konfrontiert. Lotf Ali Khan kämpfte gegen ihn mit seiner kleinen Armee, floh dann aber nach Schiras und verschloss sich dort.
Lotf Ali Khan verlor Schiras, als sein Kanzler Ibrahim Khan Kalantar ihn verriet und die Stadttore dem Feind öffnete. Lotf Ali Khan misslang es, die Stadt Shahr-i Babak von Aga Mohammed Khan an sich zu reißen und zog gegen die Stadt Kerman.
1793 besiegte er die Kadscharen und eroberte 1794 Kerman. Aber bald wurde er für sechs Monate in Kerman von Aga Mohammad Khan belagert. Als die Stadt an Aga Mohammad Khan fiel, wurden alle männlichen Bewohner wegen ihrer Unterstützung des Lotf Ali Khans getötet oder geblendet und ein Haufen aus 20.000 Augäpfeln vor dem siegreichen Aga Muhammad Khan errichtet. Die Frauen und Kinder wurden in die Sklaverei verkauft und die Stadt über neunzig Tage hin zerstört.
Lotf Ali Khan schaffte es aber vorher zu entkommen, wurde aber wieder betrogen und in der Nähe von Bam gefangen genommen. Er wurde durch Aga Mohammad Khan persönlich geblendet, öffentlich geschändet und dann in Teheran in ein Gefängnis gesteckt, wo er zu Tode gefoltert wurde, indem man ihm die Hoden abschnitt und einen Speer durch sein Herz stieß. Sein Grab befindet sich im Emamzadeh Zeid beim alten Markt Teherans. Sein Porträt kann man im Museum der schönen Künste im Saadabad Palast finden.